# Алкоголяты
Алкоголяты (алкоксиды) — соединения общей формулы  R−OM, где R — алкил (или замещённый алкил), а M — катион металла либо другой катион. Формально — продукты замещения иона водорода гидроксильной группы спиртов другим катионом.

Алкоголят-ион

## Свойства
Белые кристаллические вещества, растворимые в воде.
Катионами алкоголятов могут быть щелочные, щелочноземельные металлы и, при определенных условиях, алюминий. Анионами являются радикалы спиртов, от которых они образованы, и атом кислорода (относится к OH-группе спиртов, при взаимодействии спирта с металлом распадается и вместе с радикалом образует анион). Пример аниона: CH3CH2O−.

### Химические свойства
Алкоголяты используются для получения простых эфиров:
C2H5ONa + C2H5Cl → C2H5−O−C2H5 + NaCl
В присутствии воды алкоголяты металлов полностью гидролизуются:
C2H5ONa + H2O → C2H5OH + NaOH

## Получение
Получают взаимодействием спиртов с щелочными и щелочноземельными металлами (R — радикал, Me — металл):
2 ROH + 2 Me → 2 ROMe + H2↑
Также алкоголяты можно получить при взаимодействии спирта с твёрдой щёлочью (с растворами щелочей спирты не взаимодействуют):
ROH + MeOH(тв) → ROMe + H2O
Таким способом в промышленности получают этилат натрия.

### Свойства реакции
С разветвлением углеводородного радикала реакция становится менее бурной. Например, реакция этилового спирта с натрием
2 CH3CH2OH + 2 Na → 2 CH3CH2ONa + H2↑
менее энергична, чем реакция с участием метилового спирта
2 CH3OH + 2 Na → 2 CH3ONa + H2↑